# Антикатолицизм
Антикатолицизм — це ворожість стосовно католиків та/або опозиція до Католицької церкви, її духовенства та/або її прихильників. У різні моменти після Реформації деяка більшість протестантських держав, включаючи Англію, Пруссію, Шотландію та Сполучені Штати, стали антикатолицькими, опозицією до Папи, насмішкою над католицькими ритуалами та опозицією до Прихильники католиків у головні політичні теми та політику релігійних переслідувань.
Антикатолицькі настрої, які були результатом цієї тенденції, часто призводили до релігійної дискримінації католицьких громад і окремих осіб, а іноді й до релігійних переслідувань щодо них (часто їх зневажливо називали «романістами» англомовною та протестантською мовами країни.) Історик Джон Вольф виділяє чотири типи антикатолицизму: конституційно-національний, теологічний, народний і соціокультурний.

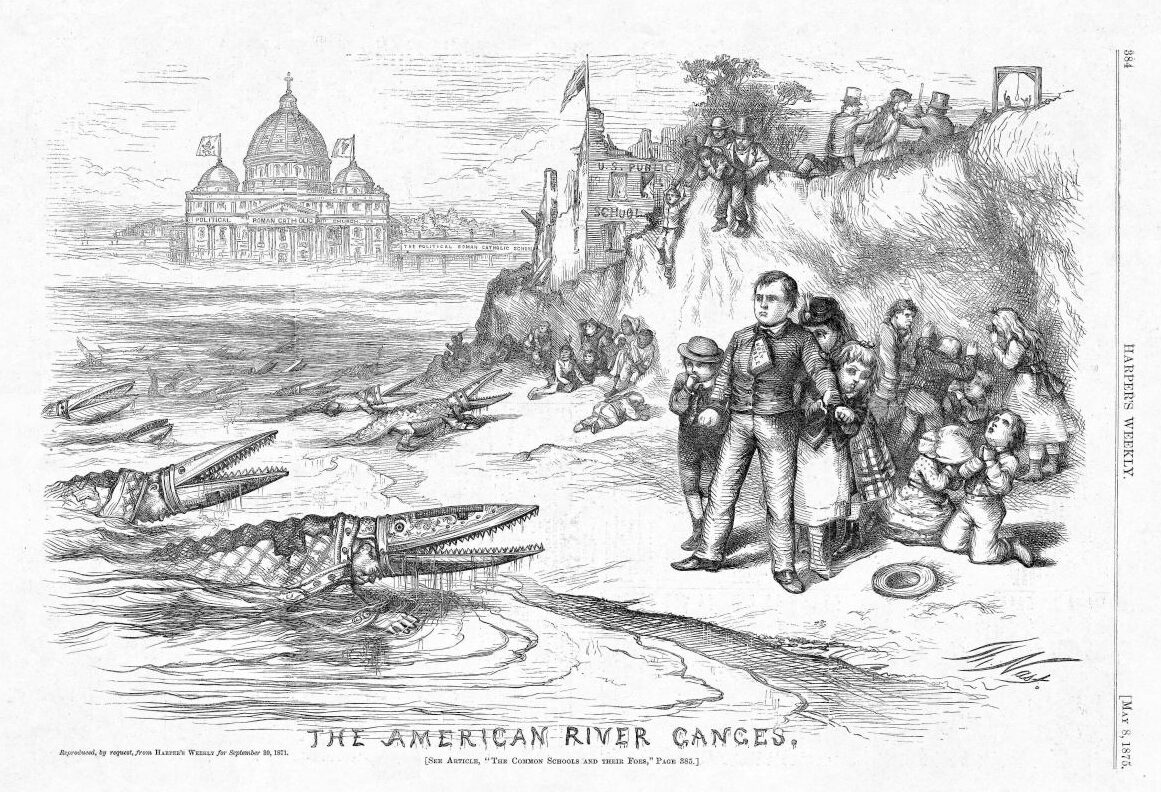
Відома редакційна карикатура 1876 року Томаса Наста, іммігранта з Німеччини, який виховувався як католик. Він зображує єпископів як крокодилів, які нападають на державні школи за потурання ірландських католицьких політиків.

Історично католиків, які жили в протестантських країнах, часто підозрювали в змові проти держави в інтересах папи. Їхня підтримка папи-іноземця призвела до звинувачень у відсутності лояльності до держави. У більшості протестантських країн, які зазнали широкомасштабної імміграції, таких як Сполучені Штати та Австралія, підозра щодо католицьких іммігрантів та/або дискримінація щодо них часто збігалася або була пов'язана з нативістськими, ксенофобськими, етноцентричними та/або расистськими настроями (наприклад, антиірландськими настроями), антифіліппінські настрої, антиіталійські настрої, антиіспанські настрої та антислов'янські настрої, зокрема антипольські настрої.
У ранньому новому періоду католицька церква намагалася зберегти свою традиційну релігійну та політичну роль перед обличчям зростання світської влади в католицьких країнах. Внаслідок цієї боротьби у більшості католицьких країн виникло вороже ставлення до значної політичної, соціальної, духовної та релігійної влади Папи та духовенства у формі антиклерикалізму. Інквізиція була улюбленою метою нападу. Після початку Французької революції в 1789 році антиклерикальні сили зміцнилися в деяких переважно католицьких країнах, таких як Франція, Іспанія, Мексика та деякі регіони Італії (особливо в Емілії- Романьї). Певні політичні партії в цих історично католицьких регіонах підтримували та пропагували внутрішню форму антикатолицизму, загальновідому як антиклерикалізм, яка виражала вороже ставлення до Католицької Церкви як установи та переважної політичної, соціальної, духовної та релігійної влади. католицької церкви, нападаючи на повноваження папи призначати єпископів і критикуючи передбачувану силу католицьких міжнародних орденів, таких як єзуїти.

## В католицьких країнах
Антиклерикалізм — це історичний рух, який виступає проти релігійної (загалом католицької) інституційної влади та впливу в усіх аспектах суспільного та політичного життя, а також проти залучення релігії в повсякденне життя громадян. Це передбачає активнішу та партійну роль, ніж просто laïcité. Мета антиклерикалізму іноді полягає в тому, щоб звести релігію до суто приватної системи переконань без суспільного профілю чи впливу. Однак багато разів це включало пряме придушення всіх аспектів віри.
Антиклерикалізм часом був жорстоким, що призводило до вбивств і осквернення, знищення та захоплення церковного майна. Антиклерикалізм у тій чи іншій формі існував протягом більшої частини християнської історії, і він вважається однією з головних народних сил, що лежать в основі Реформації 16 століття. Деякі філософи Просвітництва, включаючи Вольтера, постійно нападали на католицьку церкву, як на її керівництво, так і на священників, стверджуючи, що багато хто з її духовенства були морально розбещеними. Ці напади частково призвели до придушення єзуїтів і відіграли важливу роль у масових атаках на саме існування Церкви під час Французької революції під час епохи терору. І програма дехристиянізації. Подібні напади на Церкву мали місце в Мексиці та Португалії після їх революцій 1910 року та в Іспанії протягом двадцятого століття.

### Аргентина
У 1954 році в Аргентині відбулося масштабне руйнування церков, звинувачення духовенства та конфіскація католицьких шкіл, оскільки Хуан Перон намагався розширити державний контроль над національними установами, такими як католицька церква в Аргентині.

### Австрія

#### Священна Римська імперія

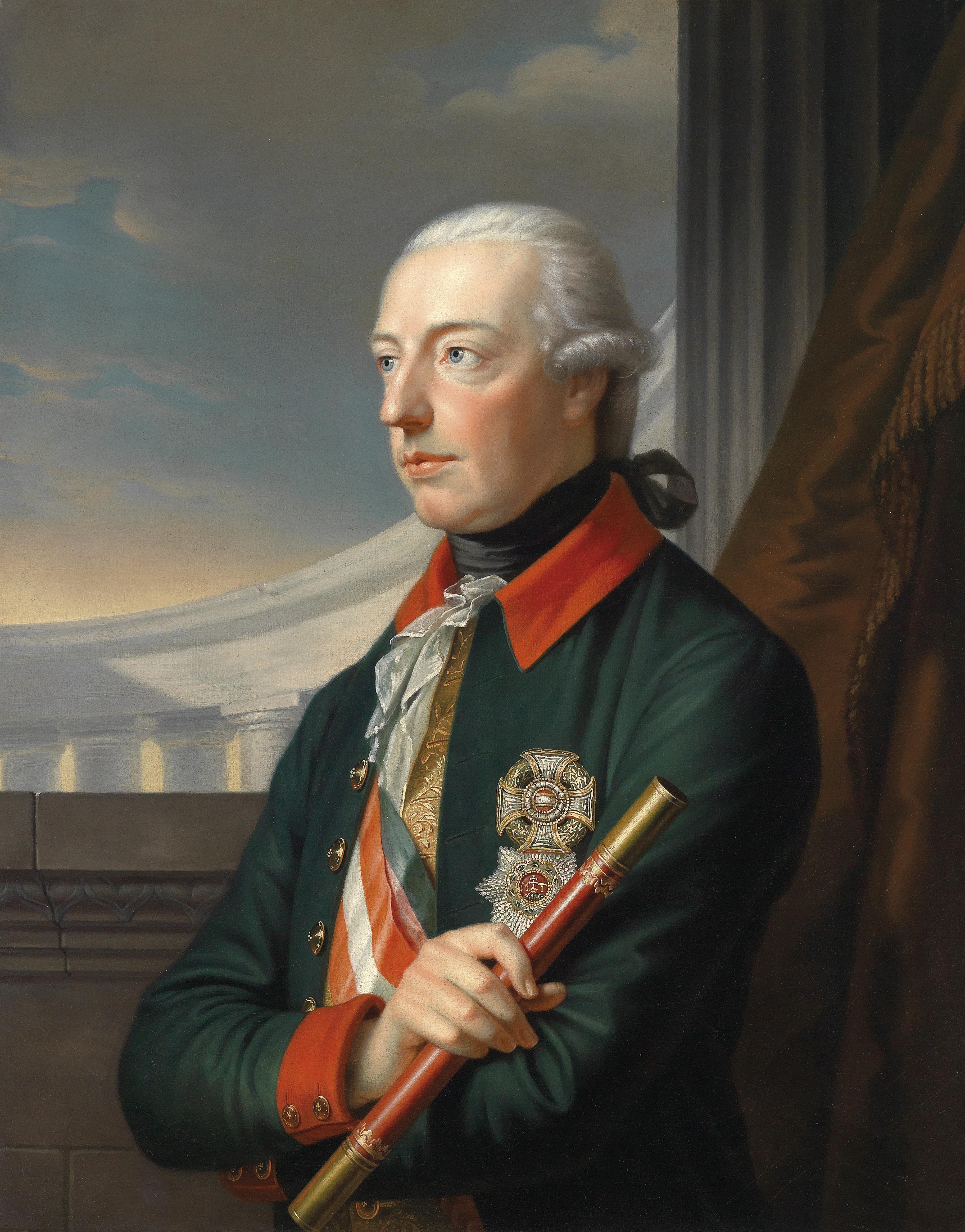
Йосип II, імператор Священної Римської імперії. Портрет Карла фон Салеса.

Імператор Священної Римської імперії Йосиф II (імператор 1765–1790) виступав проти того, що він називав «контемплятивними» релігійними інституціями – замкнутими католицькими інституціями, які, на його думку, не роблять нічого позитивного для громади. Хоча Йосиф II сам був католиком, він також вірив у твердий державний контроль над церковними питаннями поза суто релігійною сферою та постановив, що австрійські єпископи не можуть спілкуватися безпосередньо з Римською курією. Його політика включена в те, що називається йозефінізмом, який сприяв підпорядкуванню католицької церкви в землях Габсбургів служінню державі.

#### Австро-Угорщина
Георг Ріттер фон Шенерер (1842–1921) — австрійський землевласник і політичний діяч Австро-Угорщини. Він був головним противником політичного католицизму та засновником руху Геть від Риму!, мав на меті навернення всього католицького німецькомовного населення Австрії до лютеранства або, в деяких випадках, до старокатолицьких церков.

### Бразилія

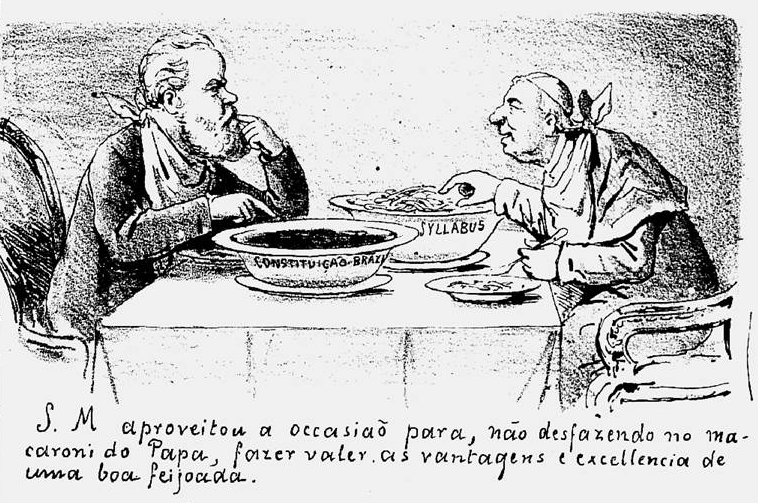
Малюнок із натяком на релігійну кризу в Бразилії

Бразилія має найбільшу кількість католиків у світі, і, як наслідок, у ній не було великих антикатолицьких рухів.
У дев’ятнадцятому столітті «релігійним питанням» назвали кризу, коли масони в бразильському уряді ув’язнили двох католицьких єпископів за дотримання церковної заборони масонства.
Навіть у часи, коли Церква переживала інтенсивний консерватизм, як-от епоха бразильської військової диктатури, ліві рухи не підтримували антикатолицизм (натомість набула сили теологія визволення). Проте зі зростанням кількості протестантів (особливо неоп’ятидесятників) у країні антикатолицизм набрав сили. Ключовим моментом у підйомі антикатолицизму став епізод із вибиттям святого в 1995 році. Однак через протести католицької більшості винуватців було переведено до Південної Африки на час суперечки.
Під час пандемії COVID-19 у Бразилії торговці наркотиками скористалися пандемією, щоб об’єднати п’ять нетрів Ріо-де-Жанейро, нав’язуючи цьому району євангельський протестантизм і атакуючи католиків (а також членів Умбанди).

### Колумбія
Антикатолицькі та антиклерикальні настрої, деякі з яких були викликані антиклерикальною теорією змови, яка поширювалася в Колумбії в середині двадцятого століття, призвели до переслідувань і вбивств католиків. Члени католицького духовенства під час подій, відомих як Ла Віоленсія.

### Куба
Куба під правлінням атеїста Фіделя Кастро зуміла зменшити працездатність Католицької Церкви, депортувавши одного архієпископа та 150 іспанських священників, дискримінуючи католиків у суспільному житті та освіті та відмовляючись приймати їх як членів комуністів. Наступна втеча 300 000 кубинців з острова також допомогла зменшити там Церкву.

### Франція

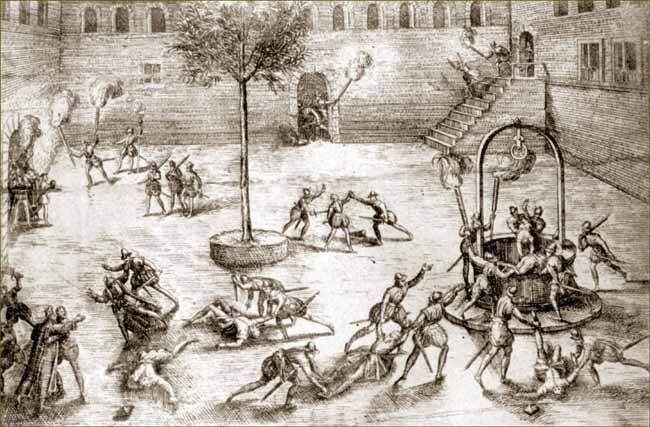
Різанина католиків гугенотами в Мікеладі в 1567 році

Під час Французької революції (1789–1795) духовенство та миряни зазнавали переслідувань, а церковне майно було конфісковано та знищено новим урядом у рамках процесу дехристиянізації, метою якого було знищення католицьких практик та знищення сама віра, кульмінацією якої є нав’язування атеїстичного Культу Розуму з наступним нав’язуванням деїстичного Культу Вищої Істоти. Переслідування спонукали католиків, які жили на заході Франції, до контрреволюції, війни у Вандеї, а коли держава перемогла, вона вбила десятки тисяч католиків. Кілька істориків назвали ці вбивства геноцидом. Однак більшість істориків вважають, що ці вбивства являли собою жорстоке придушення політичних ворогів, а не геноцид. [188] Французьке вторгнення в Італію (1796–1799) включало напад на Рим і вигнання папи Пія VI у 1798 році.
Відносини покращилися в 1802 році, коли Наполеон домовився з Папою в Конкордаті 1801 року. Це дозволило Церкві діяти, але не повернуло землі; це виявилося задовільним протягом століття. До 1815 року папство підтримало зростаючий альянс проти Наполеона і було відновлено як державна церква під час консервативної Реставрації Бурбонів 1815–1830 років. Коротка Французька революція 1848 року знову виступила проти Церкви, але Друга Французька імперія (1851–1871) надала їй повну підтримку. Історія 1789–1871 років створила два табори – ліві проти Церкви та праві, які її підтримували, – що тривало до Другого Ватиканського собору процесу 1962–1965.
В уряді Третьої республіки Франції (1871–1940) домінував антиклерикалізм, бажання секуляризувати державу та культурне життя, що ґрунтувалося на одержимості вірністю найбільш екстремальним течіям Французької революції. Такою була позиція радикалів і соціалістів. у 1902 році Еміль Комб став міністром внутрішніх справ, і основна енергія уряду була спрямована на підтримку антиклерикальної програми. Ліві партії, соціалісти і радикали, об'єдналися в цьому питанні в Блок республікан, підтримав Комбса в його застосуванні закону 1901 р. про релігійні асоціації та проголосував за новий законопроект про конгрегації (1904 р.). До 1904 року завдяки його зусиллям було закрито майже 10 000 релігійних шкіл, а тисячі священників і черниць покинули Францію, щоб не зазнати переслідувань. Під його керівництвом парламент ухвалив французький закон 1905 року про відокремлення церкви від держави, який скасував наполеонівську домовленість 1801 року.
У Affaire Des Fiches у Франції в 1904–1905 роках було виявлено, що войовничий антиклерикальний військовий міністр під командуванням Комба, генерал Луї Андре, нав’язав релігійну дискримінацію французьким збройним силам, використовуючи величезну карту масонського Великого Сходу Франції. Індекс, який документує, які військові офіцери були практикуючими католиками та відвідували месу, а потім блокує їх від усіх майбутніх просувань. Викриття політики в Національних зборах опозицією мало не призвело до падіння уряду; натомість Еміль Комб пішов у відставку.

### Італія

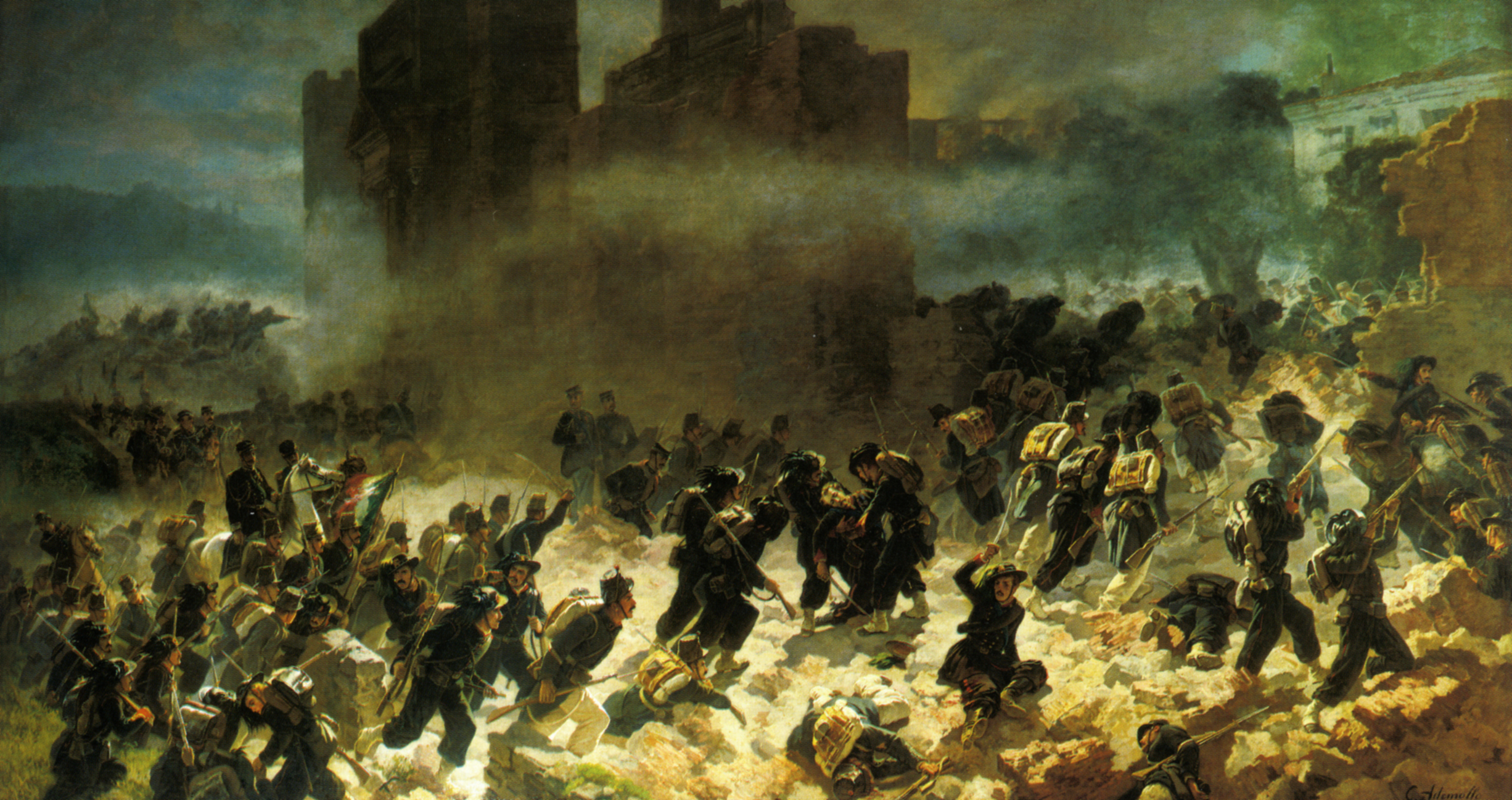
Італійські війська проривають Авреліанів мур біля Порта Піа під час взяття Риму. Breccia di Porta Pia (1880), художник Карло Адемолло. Після цього Папа Римський оголосив себе «в'язнем у Ватикані».

В епоху Наполеона антиклерикалізм був потужною політичною силою. З 1860 по 1870 рік новий італійський уряд під керівництвом Савойського дому оголосив поза законом усі релігійні ордени, як чоловічі, так і жіночі, включаючи францисканців, домініканців та єзуїтів, закрив їхні монастирі та конфіскував їхнє майно, а також ув’язнив або вигнав єпископів, які протистояли цьому. Італія захопила Рим у 1870 році, коли він втратив захист Франції; Папа Римський оголосив себе в'язнем у Ватикані. Відносини були остаточно нормалізовані в 1929 році після Латеранського угоди.

### Мексика
Після війни за реформи президент Беніто Хуарес видав указ про націоналізацію церковної власності, відокремлення церкви від держави та припинення релігійних орденів.
На хвилі Мексиканської революції Конституція Мексики 1917 року містила додаткові антиклерикальні положення. Стаття 3 закликала до світської освіти в школах і забороняла Церкві брати участь у початковій освіті; Стаття 5 забороняла чернечі ордени; Стаття 24 забороняла публічне богослужіння поза межами церков; і стаття 27 обмежує право релігійних організацій володіти власністю. Стаття 130 позбавляла священнослужителів політичних прав.
Суворе дотримання президентом Мексики Плутарко Еліасом Каллесом попереднього антиклерикального законодавства, яке заперечувало права священників, прийнятого як Закон Каллеса, спонукало мексиканський єпископат призупинити всі католицькі богослужіння в Мексиці з 1 серпня 1926 року та спровокувало криваву війну Крістеро 1926–1926 років. 1929, коли близько 50 000 селян підняли зброю проти уряду. Їхнім гаслом було «Віва Крісто Рей!»  (Хай живе Христос Цар!).
Наслідки війни для Церкви були глибокими. Між 1926 і 1934 роками було вбито щонайменше 40 священників. Якщо до повстання народу служило 4500 священників, то в 1934 році було лише 334 священики, які отримали ліцензію уряду служити п’ятнадцяти мільйонам людей, решта були усунені через еміграцію, вигнання, убивство або відсутність ліцензій. Виявляється, що 10 штатів залишилися без жодного священика. Інші джерела вказують на те, що переслідування були такими, що до 1935 року в 17 штатах не було зареєстрованих священників.
Деякі католики, які загинули в цій боротьбі, відомі як святі війни Крістеро. Події, пов’язані з цим, були знаменито описані в романі Грема Ґріна «Сила і слава».

### Польща
Католицизм у Польщі, релігія переважної більшості населення, зазнав жорстоких утисків під час Другої світової війни, після нацистського вторгнення в країну та її подальшої анексії Німеччиною. Понад 3 мільйони католиків польського походження були вбиті під час вторгнення до Польщі, у тому числі 3 єпископи, 52 священики, 26 монахів, 3 семінаристи, 8 черниць і 9 мирян, пізніше беатифікованих у 1999 році Папою Іваном Павлом II як 108 блаженних польських мучеників.
Римо-католицька церква була ще жорстокіше придушена в Рейхсгау Вартеланді та Генерал-губернаторстві. Церкви закривалися, а священнослужителів депортували, ув’язнювали або вбивали, серед них був Максиміліан Кольбе, поляк німецького походження. Між 1939 і 1945 роками в концентраційних таборах було вбито 2935 представників польського духовенства (18 %). У місті Хелмно, наприклад, було вбито 48% католицького духовенства.

### Іспанія
Антиклерикалізм в Іспанії на початку громадянської війни в Іспанії призвів до вбивства майже 7000 священнослужителів, знищення сотень церков і переслідування мирян під час Червоного терору в Іспанії. Сотні мучеників Громадянської війни в Іспанії були беатифіковані та ще сотні в жовтні 2007 р.

## В православних країнах

### Візантійська імперія
Під час розколу Християнської церкви 1054 року Східна Православна Церква та Католицька Церква розірвали своє повне спілкування одна з одною через церковні розбіжності, теологічні та літургійні суперечки.
У квітні 1182 року православне населення Візантійської імперії вчинило широкомасштабну різанину проти католицького населення Константинополя, ця різанина відома як різанина латинян, і вона ще більше погіршила відносини та посилила ворожнечу між Східне православ'я і католицизм.

### Російська імперія

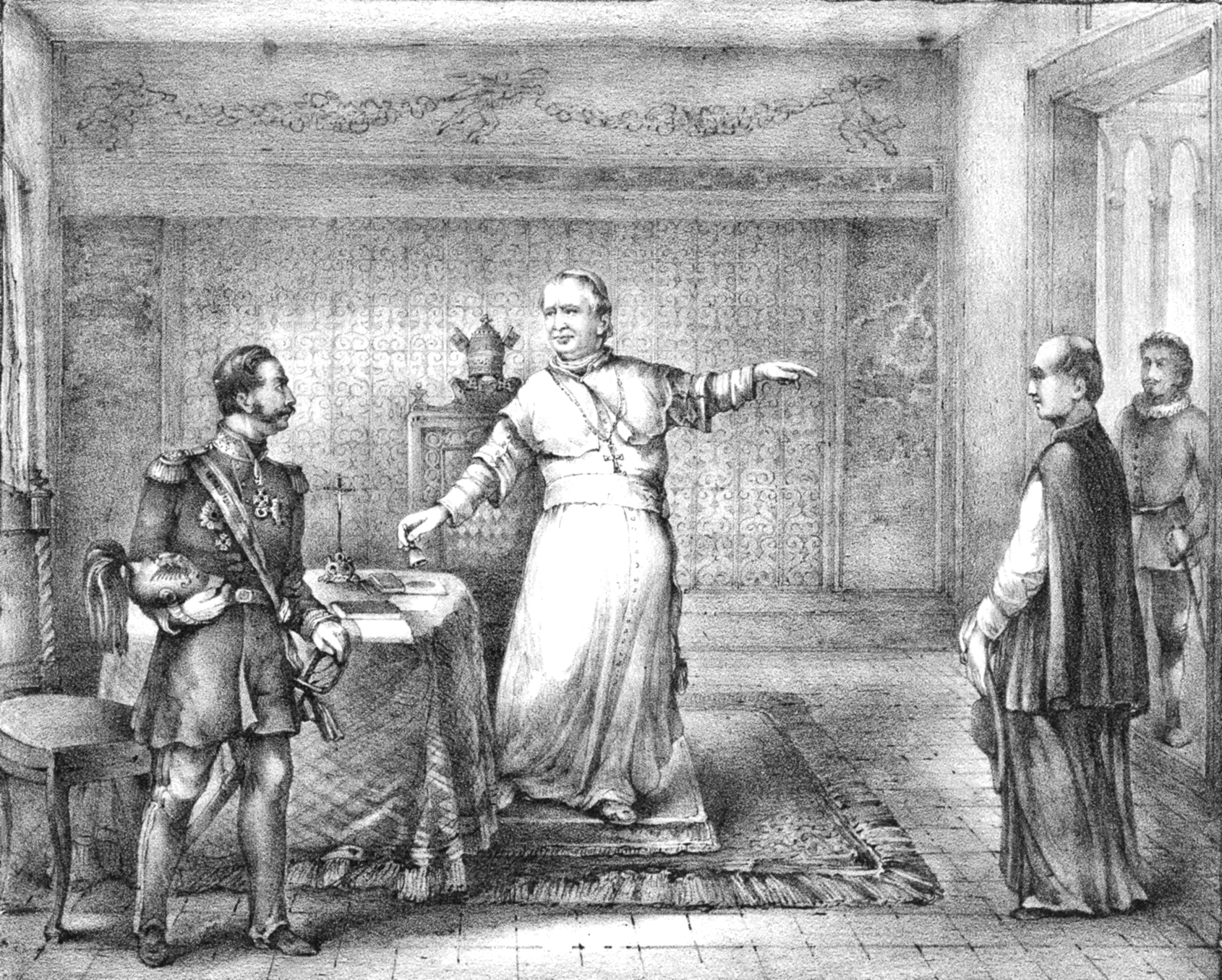
Вигнання російського імператорського посланника Фелікса фон Мейендорфа на Святий Престол Папою Пієм IX за образу католицької віри.

Під час російського панування католики, насамперед поляки та литовці, зазнавали великих утисків не лише через етнічно-національне походження, а й через релігійні причини. Особливо після повстань 1831 і 1863 років і в процесі русифікації (розуміючи міцний зв'язок між релігією та національністю) царська влада прагнула сприяти наверненню цих народів до офіційної віри, втручаючись у державну освіту у тих регіонах (православна релігійна освіта була обов’язковою) та цензура дій католицької церкви. Зокрема, було зосереджено увагу на публічних акціях Церкви, таких як меси чи похорони, оскільки вони могли стати осередком протесту проти окупації. Багато священників були ув'язнені або депортовані через свою діяльність на захист своєї релігії та етнічної приналежності. Проте наприкінці дев’ятнадцятого століття відбулося поступове послаблення контролю над католицькими установами з боку російської влади.

### Колишня Югославія
Під час Другої світової війни в Югославії четники вбили приблизно 18 000–32 000 хорватів, які були переважно римо-католиками. Тактика терору проти хорватів була, принаймні певною мірою, реакцією на терор, здійснений усташами проти сербів. Поряд з масовими вбивствами, усташі проводили релігійні переслідування сербів, які включали політику примусового переходу зі східного православ’я на римо-католицизм, часто за участю місцевих католицьких священників. Однак найбільші четницькі вбивства відбулися у східній Боснії, де вони передували будь-яким значним операціям усташів. Відповідно до директиви Михайловича від 20 грудня 1941 р. хорвати (і мусульмани), які проживали на територіях, які мали стати частиною Великої Сербії, мали бути очищені від несербів. Близько 300 сіл і малих міст було знищено, разом із великою кількістю мечетей і католицьких церков. Під час війни четники вбили 52 католицьких священників. Кілька католицьких черниць також були зґвалтовані та вбиті, включаючи вбивство кількох черниць із Горажде в грудні 1941 року.
Під час війни в Хорватії МТКЮ визначив, що етнічні хорвати зазнавали переслідувань за політичними, расовими та релігійними мотивами в рамках загальної кампанії вбивств і примусового виселення хорватського цивільного населення. Це включало навмисне знищення культових споруд і пам’яток. Приблизно 450 католицьких церков було зруйновано або серйозно пошкоджено, а ще 250 зазнали меншої шкоди. Крім того, приблизно 151 церков, 31 монастир і 57 кладовищ були знищені або серйозно пошкоджені. Ще 269 культових споруд було знищено під час боснійської війни.

### Україна
У сепаратистському регіоні, відомому як Донецька народна республіка , уряд оголосив, що Російська православна церква Московського патріархату є державною релігією, а протестантські церкви були захоплені воєнізованими формуваннями. Свідки Єгови втратили своє майно, а їхні Зали Царства були зайняті повстанцями в Донецькій і Луганській областях. Римо-католицьке, греко-католицьке, українське православне та протестантське духовенство було викрадено такими групами, як Російська православна армія, а також їх звинуватили в протистоянні російсько-православним цінностям. Human Rights Watch стверджує, що в 2014 році в братській могилі були знайдені тіла кількох прихожан церкви Преображення Господнього.

## В нехристиянських країнах

### Багладеш
3 червня 2001 року дев'ятеро людей загинули в результаті вибуху бомби в римо-католицькій церкві в районі Гопалгандж.

### Буркіно-фасо
12 травня 2019 року шість католиків, включаючи священика, були вбиті озброєними людьми, які їхали на мотоциклах і штурмували церкву в Дабло під час недільної ранкової меси. Через день, 13 травня 2019 року, чотири людини були вбиті, а статую Діви Марії було знищено озброєними людьми під час нападу на католицьких парафіян під час релігійної процесії у віддаленому селі Зімтенга.

### Китай
Імператор Міньнін змінив чинний закон, передбачивши смертну кару за поширення католицизму. Під час Боксерського повстання повстанці-боксери вбили католицьких місіонерів та їхні родини. Під час тибетського повстання 1905 року тибетські повстанці вбивали католиків і новонавернених тибетців.
З моменту заснування Китайської Народної Республіки всі релігії, включаючи католицизм, діють лише під державним контролем. Однак багато католиків не сприймають державний контроль над Церквою, і, як наслідок, вони таємно відправляють культ. Між китайським урядом і Ватиканом відбулося деяке зближення.
Повідомляється, що китайських християн переслідували як в офіційних, так і в несанкціонованих церквах. У 2018 році Associated Press повідомило, що верховний лідер Китаю Сі Цзіньпін «веде найжорсткіше систематичне придушення християнства в країні з тих пір, як свобода віросповідання була записана в конституції Китаю в 1982 році», що передбачало «знищення хрести, спалювання Біблії, закриття церков і наказ послідовникам підписувати документи про відмову від своєї віри».
Японські солдати вбили франко-канадських єзуїтських католицьких священників Армана Лалонда, Альфонса Дюбе та Проспера Бернара в окрузі Финсянь, Цзянсу 18 березня 1943 року.

### Японія
5 лютого 1597 року група з двадцяти шести католиків були вбиті за наказом Тойотомі Хідейосі. Під час сьогунату Едо японські католики були придушені, що призвело до збройного повстання протягом 1630-х років. Після придушення повстання католицтво було ще більше придушено, і багато японських католиків пішли в підпілля. Католицтво не було відкрито відновлено в Японії до 1850-х років.

### Південна Корея
Католицьких священників і черниць заарештовували та переслідували за протести проти будівництва військово-морської бази на острові Чеджу.

### Шрі-Ланка

#### Дії уряду
У Шрі-Ланці уряд під впливом буддистів у 1960 році забрав понад 600 парафіяльних шкіл без компенсації та секуляризував їх. Майбутні уряди робили спроби відновити певну автономію.

### Антикатолицьке насильство
З 2000 року в контексті зростання насильства проти релігійних меншин, тобто християн, мусульман та індуїстів, відбулися численні напади на католицькі церкви. Наприклад, у 2009 році натовп із 1000 осіб розтрощив інтер’єр церкви в місті Кроосватта, нападаючи на парафіян кийками, мечами та камінням, змусивши кількох із них лікуватися в лікарнях. У 2013 році вандали розтрощили статую Діви Марії, а також табернакль, а також намагалися спалити Євхаристію в церкві в Ангулані, поблизу Коломбо.
Термін «католик-антикатолик» став застосовуватися до католиків, які, як вважають, сприймають католицьку церкву з ворожістю. Католики-традиціоналісти або консерватори часто використовують його як описовий термін для католиків-модерністів або ліберальних католиків, особливо тих католиків-модерністів або лібералів, які прагнуть реформувати доктрину Церкви, секуляристсько критикують Католицьку Церкву або ставлять світські принципи вище вчення Церкви. Ті, хто не погоджується з католицькою теологією сексуальності, особливо схильні до цього ярлика.

### Придушення єзуїтів
Прем’єр-міністр Португалії Помбал був агресивно ворожим до ордену єзуїтів, оскільки він підпорядковувався італійській владі – Папі Римському – і також намагався діяти незалежно, а не під контролем уряду. У Португалії, а також у більшій частині католицької Європи він вів повномасштабну війну проти єзуїтів. Орден єзуїтів було придушено в Португальській імперії (1759), Франції (1764), на Обох Сициліях, Мальті, Пармі, Іспанській імперії (1767), Австрії та Угорщині (1782). Сам Папа в 1773 році скрізь придушував орден, але в Росії він зберігся і в Пруссії. Придушення єзуїтів було серйозним ударом по католицькій освіті в Європі, майже 1000 середніх шкіл і семінарій було закрито. Їхні землі, будівлі та подарунки були конфісковані; їхні вчителі були розсіяні. Хоча єзуїтська освіта стала старомодною в Польщі та інших регіонах, вона була основною освітньою мережею підтримки католицької інтелігенції, вищого духовенства та відомих родин. Уряди безуспішно намагалися замінити всі ці школи, але було надто мало підходящих учителів не священнослужителів.
Орден єзуїтів був відновлений папою в 1814 році, і він процвітав у плані відновлення шкіл і навчальних закладів, але ніколи не відновив своєї величезної політичної влади. Придушення єзуїтів було описано як «абсолютна катастрофа для католицизму». Політична слабкість колись могутньої установи була виставлена на загальний огляд для нових глузувань і знущань. Церква втратила свою найкращу освітню систему, свою найкращу місіонерську систему та своїх найбільш інноваційних мислителів. Інтелектуально, для повного відновлення Церкви знадобилося б два століття.

## У масовій культурі
Антикатолицькі стереотипи є давньою рисою англійської літератури, популярної художньої літератури та порнографії. У цьому відношенні особливо багата готична фантастика. Хтиві священики, жорстокі абатиси, замуровані черниці та інквізитори-садисти з’являються в таких творах, як «Італієць» Енн Редкліфф, «Чернець» Метью Льюїса, «Мельмот-блукач» Чарльза Матуріна та «Яма і маятник» Едгара Аллана По.